# Distretto di Huye
Il distretto di Huye è un distretto (akarere) del Ruanda, parte della Provincia Meridionale, con capoluogo Ngoma.
Il distretto si compone di 14 settori (imirenge):
- Gishamvu
- Huye
- Karama
- Kigoma
- Kinazi
- Maraba
- Mbazi
- Mukura
- Ngoma
- Ruhashya
- Rusatira
- Rwaniro
- Simbi
- Tumba